# 3823 Yorii
3823 Yorii (1988 EC1) là một tiểu hành tinh vành đai chính được phát hiện ngày 10 tháng 3 năm 1988 bởi Hiroshi Mori và Masaru Arai ở Yorii.